# Birol
Birol ist ein türkischer männlicher Vorname mit der Bedeutung „Sei der Eine“, „Sei einzigartig“, der auch als Familienname vorkommt.

## Namensträger

### Vorname
- Birol Denizeri (* 1964), türkisch-deutscher Autor
- Birol Hikmet (* 1982), türkischer Fußballspieler
- Birol Kilic, türkisch-österreichischer Herausgeber und Verleger
- Birol Parlak (* 1990), türkischer Fußballspieler
- Birol Pekel (1938–2004), türkischer Fußballspieler
- Birol Topaloğlu (* 1965), türkischer Musiker
- Birol Ünel (1961–2020), türkisch-deutscher Schauspieler
- Birol Yalçın (* 1958), türkischer Fußballspieler und -trainer

### Familienname
- Fatih Birol (* 1958), türkischer Wirtschaftswissenschaftler
- Şenol Birol (1937–2022), türkischer Fußballspieler und -trainer
- Ümit Birol (1963–2023), türkischer Fußballspieler und -trainer